# Svenska cupen i fotboll 2008
Svenska cupen i fotboll 2008 var den 53:e säsongen som Svenska cupen spelades. Cupen började den 20 mars och avslutades den 21 september 2008 med finalen som spelades på Fredriksskans IP i Kalmar. Cupen vanns av IFK Göteborg som slog Kalmar FF med 5–4 efter straffar.

## System
I Svenska cupen deltar totalt 98 lag, varav 30 från Allsvenskan och Superettan (som räknas per år 2007) och 68 från Division 1 och nedåt. Vinnarna kvalificerar sig för Uefa Europa League 2009/2010. Om det vinnande laget redan är kvalificerat för UEFA-cupen genom placering i serien tilldelas platsen till det lag som kommer närmast under i serien och som inte är kvalificerad för Uefacupen. Är det vinnande laget kvalificerat för UEFA Champions League så tilldelas Uefacup-platsen till den andra finalisten.
I omgång 1 går 68 lag in i Svenska cupen, alla spelar i serier från Division 1 och nedåt. Alla lag i dessa serier får anmäla sig, men de 68 lagen som till slut deltar utses av SvFF med grund på antalet licenser lagen har. I praktiken innebär detta att lag som spelar i högre serier prioriteras. De 68 lagen spelar mot varandra där det lag som spelar i lägst serie får hemmamatch. Vinnarna går vidare till omgång 2. Där ställs de mot de 30 lagen som spelade i Allsvenskan och Superettan 2007. Dessa 64 lag ger då 32 slutliga segrare som går vidare till omgång 3. Därifrån möter lagen varandra efter fri lottning, där lag från lägst serie får spela hemmamatch. Är båda lagen från samma serie är det laget som spelade borta omgången innan som får hemmamatch. Har båda lagen spelat borta eller om båda spelat hemma är det laget som dras först som får hemmamatch. Notera att Allsvenskan och Superettan jämställs seriemässigt. Sedan följer omgång 4 och kvartsfinalerna med samma regler som omgång 3. Därefter är det semifinalerna med helt fri lottning (hemmalag dras först och sedan bortalag) och därefter finalen, som spelas den 21 september 2008.
Nytt för 2008 var så kallade "sammandragningar" där flera lag spelade på samma ort och samma datum för att locka publik och höja intresset. Sammandragningar fanns i omgång 1 och 3.

## Omgång 1
Omgång 1 spelas endast mellan lag från Division 1 och neråt. Det är fri anmälan för alla med 68 lag utses av SvFF och de som kommer med utses med grund av antalet licenser (i praktiken de lag som ligger högst upp i seriesystemet). I omgången är det vanligtvis så att lag från lägre serie skall ha hemmamatch. I vissa fall kan detta dock ändras. Lagen möter varandra efter geografisk ordning.
Den största segern i omgång 1 blev Karlslunds IF HFK:s seger över Bäckhammars SK med 18-0 inför den lägst bekräftade publiksiffran 20 personer. Matchen med den högst bekräftade publiksiffran var den då 406 personer såg Västerås SK vinna mot Heby AIF med 5-0. Omgångens sammandragning spelades i Göteborg mellan den 5 och 6 april. Matcherna var mellan IK Kongahälla och Norrby IF, Slottskogen/Godhem och Råslätts SK, Mariedals IK och Fässbergs IF samt IFK Fjärås och Torslanda IK.

## Omgång 2
I omgång 2 går lag från Superettan och Fotbollsallsvenskan in i cupen och möter där vinnarna i omgång 1. Notera att lagen från Superettan och Fotbollsallsvenskan räknas per 2007 och det totalt bara går in 30 lag (16 från Superettan och 14 från Allsvenskan). Vinnarna går vidare till omgång 3 och förlorarna slås ut ur cupen. Lottningen är geografiskt fri, det vill säga att lag från Norrland kan möta lag från Skåne. Det lag som spelar i en lägre serie har hemmamatch. Om lagen spelar på samma nivå i seriesystemet är det lag som har segrat borta i föregående omgång som får hemmaplan. Om båda lagen har det eller om båda lagen segrat hemma är det lag som dras först hemmalag. Lag från Allsvenskan och Superettan kan inte möta varandra.
Inför omgång 2 sa Trelleborgs tränare Tom Prahl att Svenska Cupen "nedprioriteras" och att han själv inte ens skulle följa med upp till Västerås för att leda laget i matchen mot Västerås SK. Även stora delar av A-laget stannade hemma inför mötet. Trelleborg förlorade matchen med 2-0.
Den största segern stod Djurgårdens IF för när de besegrade Råslätts SK med 9-0 inför 1281 personer. Den största publiksiffran kom i matchen mellan Syrianska FC och Hammarby IF som sågs av 3675 åskådare. Matchen slutade 6-4 efter förlängning (4-4 efter ordinarie spel). Matchen uppmärksammades i medier efter att föremål riktat mot Erkan Zengin kastats in på planen av Syrianskas klack.

## Omgång 3
Omgång 3 skall spelas den 18 maj med en sammandragning (fem matcher på samma ort) den 16-18 maj.

## Mästarlaget
1 Kim Christensen - 16 Erik Lund, 5 Mattias Bjärsmyr, 22 Ragnar Sigurdsson, 14 Hjalmar Jonsson - 10 Niclas Alexandersson [K], 8 Thomas Olsson (13 Gustav Svensson), 19 Pontus Wernbloom, 6 Adam Johansson (9 Stefan Selakovic) - 7 Tobias Hysén, 29 Robin Söder (13 Jonas Wallerstedt).